# Качанов, Кузьма Максимович
Кузьма́ Макси́мович Кача́нов (1901, д. Теляки, Виленская губерния, Российская империя — 29 сентября 1941) — советский военачальник, в начальный период Великой Отечественной войны командующий 34-й армией. Генерал-майор (1940). 29 сентября 1941 года расстрелян по решению Военного трибунала Северо-Западного фронта. Посмертно реабилитирован во второй половине 1950-х годов.

## Биография
Родился 1 ноября 1901 года в деревне Теляки Виленской губернии (ныне в Поставском районе Витебской области Белоруссии). Русский.
В Красной Армии с 1918 года. В 1919 году окончил 2-е Старо-Петергофские командные курсы. Участник Гражданской войны. Воевал на Восточном и Южном фронтах в должности начальника команды пеших разведчиков, командира роты, батальона. В 1923 году окончил Высшую тактико-стрелковую школу комсостава РККА. С 1923 года служил командиром батальона 3-го Верхнеудинского стрелкового полка, с января 1925 года был начальником полковой школы этого полка. С февраля 1925 — командир роты и батальона Владивостокской пехотной школы. С апреля 1928 года — начальник штаба 106-го Сахалинского стрелкового полка. В конце этого года стал слушателем подготовительного курса Военно-политической академии имени Н. Г. Толмачева, но в следующем 1929 году был зачислен в другую академию.
В 1932 году окончил Военную академию РККА имени М. В. Фрунзе. С августа 1932 года служил в штабе Ленинградского военного округа помощником начальника сектора. С ноября 1933 года — помощник начальника отдела штаба Забайкальской группы войск Особой Краснознамённой Дальневосточной армии. С января 1934 года вновь служил в штабе Ленинградского ВО: начальник сектора, начальник отделения, помощник инспектора по оперативному отделу, с июля 1937 — заместитель начальника штаба округа.
С июня 1937 по 1938 год находился в командировке в Испании. В должности советника, а затем главного советника при ряде штабов войск армии Испанской республики участвовал в разработке ряда операций Гражданской войны в Испании. После возвращения из Испании занял прежнюю должность заместителя начальника штаба Ленинградского военного округа, затем находился в распоряжении ГРУ.
Участвовал в японо-китайской войне с октября 1938 года по март 1939 года и с сентября 1939 года по февраль 1941 года, также в качестве военного советника. Был дважды контужен в боях. По возвращении на Родину вновь находился в распоряжении ГРУ.

## Великая Отечественная война
В начале Великой Отечественной войны 30 июня 1941 года был назначен командиром 24-м стрелкового корпуса 27-й армии Северо-Западного фронта. Умело руководил корпусом в оборонительных боях в районе Даугавпилса и Пскова.
В июне 1941 года 24-й стрелковый корпус задержал на 9 дней врага у Пушкинских Гор, обороняя в том числе Селихновский мост через реку Великую. Историк В. О. Терентьев посвятил этим событиям книгу «Девять дней 1941 года».
3 августа 1941 года назначен командующим 34-й армией, которая вскоре приняла участие в контрударе войск Северо-Западного фронта под Старой Руссой. Однако этот удар не был должным образом подготовлен, а армия испытывала острую нехватку многих видов вооружения и боеприпасов. В конце августа — начале сентябре армия со значительными потерями отошла на реку Ловать, а затем далее в район Демянска. После этого генерал-майор Качанов был обвинён в трусости и самовольном отводе войск, что не соответствовало действительности. На самом деле, он утратил управление войсками и не владел обстановкой, а поскольку не имел практически никакого опыта командования крупными соединениями, не сумел оперативно восстановить управление.
Расстрел
Для расследования обстоятельств поражения 9 сентября 1941 года на Северо-Западный фронт прибыла комиссия уполномоченных Ставки Верховного Главнокомандования в составе Н. А. Булганина, Л. З. Мехлиса и К. А. Мерецкова. Фактически работой комиссии руководил Мехлис. Уже 11 сентябре по обвинению  в дезорганизации в управлении артиллерией армии и личную трусость был расстрелян начальник артиллерии 34-й армии генерал-майор В. С. Гончаров. Генерал-майор К. М. Качанов был обвинён в самовольном отводе войск армии без приказа командующего фронтом, в потере управления войсками, в преступном бездействии и 12 сентября арестован. В воспоминаниях К. А. Мерецкова он описан так:
Хуже получилось с К. М. Качановым. Л. 3. Мехлис доложил в Ставку о его поведении, и на этом карьера командарма окончилась. На мой взгляд, его судьба могла бы оказаться лучшей и он ещё проявил бы себя достойным образом. В начале войны многим военачальникам не удавалось сразу наладить дело. Это не помешало им отлично действовать в дальнейшем.
27 сентября 1941 года Военным трибуналом Северо-Западного фронта приговорён к высшей мере наказания по статьям 193-2, п. «г», 193-20, п. «б» и 193-22 УК РСФСР. Дата расстрела — 29 сентября 1941 года.
Посмертно реабилитирован определением Военной коллегии Верховного Суда СССР от 19 декабря 1957 года (по другим данным, 30 января 1958 года).

## Обнаружение и перезахоронение останков
Место расстрела и первоначального захоронения Качанова было неизвестно до сентября 2018 года, когда жительница деревни Лобаново Валдайского района Новгородской области сообщила представителям поискового отряда «Находка», что в 1941 году около её дома был расстрелян генерал. Указанное ею захоронение было вскрыто, по сохранившимся элементам обмундирования и другим косвенным признакам останки идентифицированы, как принадлежащие Кузьме Максимовичу Качанову. 22 июня 2019 года они были перезахоронены на воинском захоронении в деревне Исаково Демянского района Новгородской области.

## Воинские звания
- Полковник (13.12.1935)
- Комбриг (22.02.1938)
- Комдив (2.04.1940)
- Генерал-майор (4.06.1940)

## Награды
- Орден Ленина (2.03.1938)
- Орден Красного Знамени (7.06.1922)
- Медаль «XX лет РККА» (22.02.1938)
- Орден Заоблачной хоругви (Китайская Республика)[источник не указан 2192 дня]